# Каорш Сен Никола
Каорш Сен Никола (фр. Caorches-Saint-Nicolas) насеље је и општина у северној Француској у региону Горња Нормандија, у департману Ер која припада префектури Берне.
По подацима из 2011. године у општини је живело 582 становника, а густина насељености је износила 49,41 становника/km². Општина се простире на површини од 11,78 km². Налази се на средњој надморској висини од 150 метара (максималној 176 m, а минималној 113 m).

## Демографија
| 1962. | 1968. | 1975. | 1982. | 1990. | 1999. | 2011. |
| ----- | ----- | ----- | ----- | ----- | ----- | ----- |
| 292   | 331   | 513   | 534   | 570   | 564   | 582   |

График промене броја становника у току последњих година